# Wattmètre
Le wattmètre est un appareil qui mesure la puissance électrique consommée par un récepteur ou fournie par un générateur électrique. La puissance s'exprime en watts et ses multiples comme le kilowatt et ne doit pas être confondue avec l'énergie qui s'exprime en joules ou en kilowatts-heures.

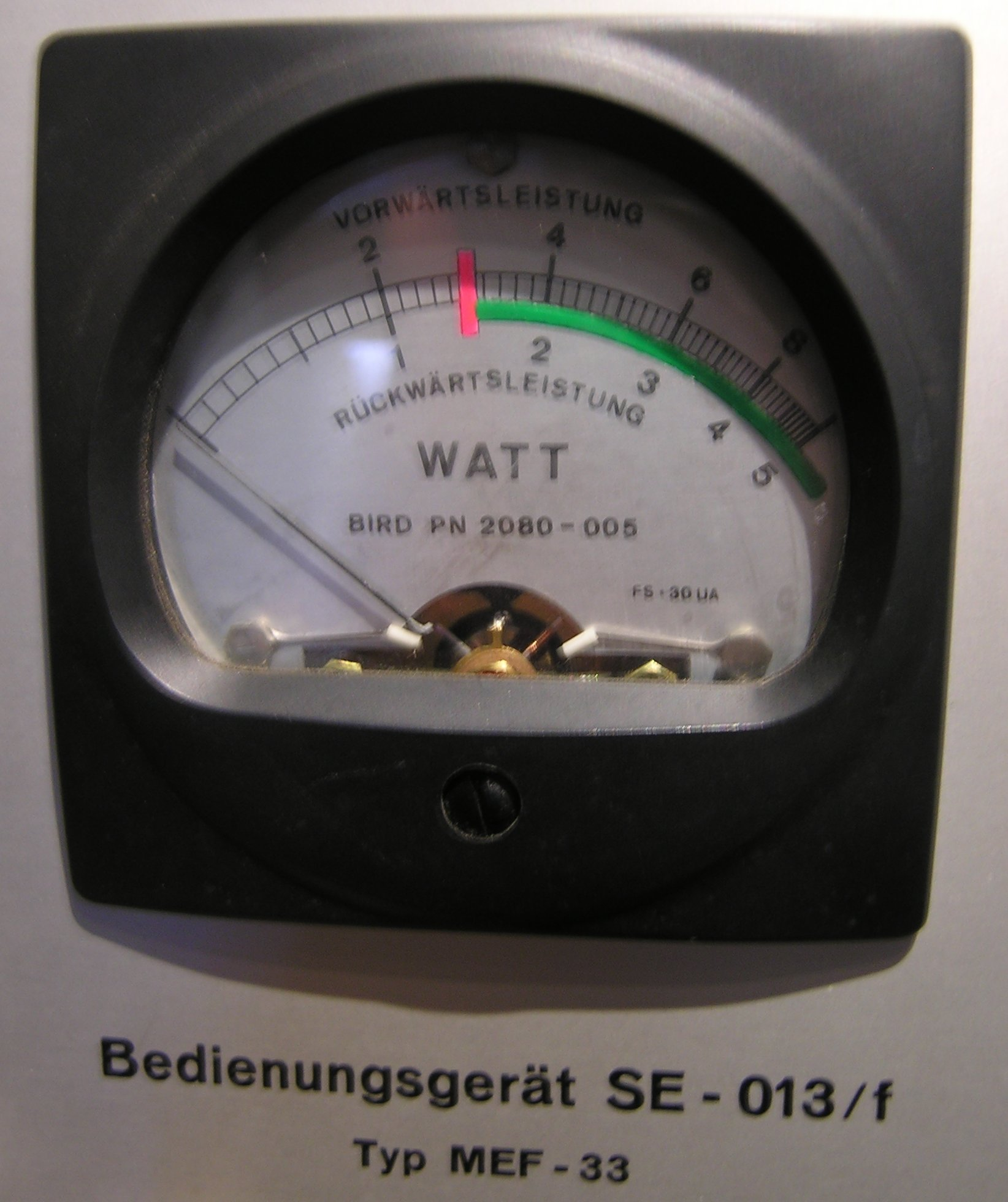
Wattmètre

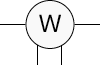
Représentation symbolique d'un wattmètre dans un circuit.

## Principe
Le wattmètre monophasé est muni d’un capteur de courant (ampèremètre), d’un capteur de tension (voltmètre) suivis d'un multiplicateur. Ce dernier affiche la valeur (moyenne ou efficace, selon le type d'appareil) du produit instantané de ces deux grandeurs. Les mesures en régime triphasé s'effectuent avec des wattmètres adaptés.

## Câblage d'un wattmètre

### Câblage en régime monophasé
Pour pouvoir effectuer ces mesures, les deux bornes du capteur de courant doivent être en série avec le dipôle et les deux bornes du capteur de tension en parallèle du dipôle dont on mesure la puissance consommée ou produite.
Il est nécessaire de respecter simultanément les limitations des deux capteurs sous peine de destruction de l’appareil.
Le schéma ci-dessous représente le câblage typique d'un wattmètre mesurant la puissance consommée par un dipôle. On remarque que le capteur de courant est relié au neutre de l'installation. Quand cette disposition est possible, on limite l'erreur en mode commun sur la mesure de l'intensité car les potentiels des bornes A et A' sont faibles.

## Consomètre
Certains appareils, appelés « consomètres » ou « énergimètres » (et variantes), disponibles, entre autres, sur le marché grand public, regroupent les fonctions de mesure de puissance et d'énergie,.
Certains modèles plus perfectionnés permettent en plus :
- d'analyser la qualité du réseau électrique ;
- de mesurer la capacité d'un système électrique à soutenir un fonctionnement fiable de ses charges ;
- d'identifier les perturbations ou les événements indésirables pouvant concerner la tension, le courant, la fréquence, c'est-à-dire la qualité du réseau.